# Beltrán Yáñez de Loyola
Beltrán Yáñez de Loyola, VIII señor de la Casa de Loyola (h. 1439-d. 23 de octubre de 1507) fue un noble y militar español, especialmente conocido por ser padre de san Ignacio de Loyola, fundador de la Compañía de Jesús.

## Orígenes familiares
Fue hijo del matrimonio formado por Juan Pérez de Loyola, señor de Loyola  (¿?-después de 1473) y Sancha Pérez de Iraeta (¿?-1473). Además, tuvo además dos hermanas:
- María López, casada Juan Pérez de Ozaeta.

- Catalina (-1532) que contraería matrimonio con Juan Martínez de Emparán, señor de la casa y solar de Emparan. Tuvieron dos hijas: Catalina y María López.

Por parte de su padre, pertenecía a una familia noble de los llamados parientes mayores del bando de Oñaz.

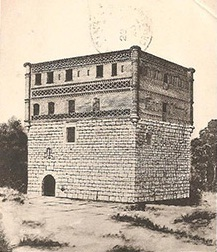
Casa-torre de los Loyola, en su estado a finales del.

## Carrera política
Siguió la carrera militar, sirviendo a los Reyes Católicos desde 1474 hasta 1476, especialmente en la guerra de sucesión castellana. Participó en la batalla de Arévalo (1475) y en los sitios de Toro y del Castillo de Burgos. Además participó en la defensa de Fuenterrabía contra las tropas de Luis XI de Francia, mandadas por Alano de Albret.
En 1484 fue confirmado en los privilegios de su padre, como señor de la Casa de Loyola. Siendo como tal, patrono de la iglesia de San Sebastián de Soreasu.
Murió pocos días después del 23 de octubre de 1507, día en que testó.

## Matrimonio y descendencia
El 13 de julio de 1467 se capituló con Marina (o María) Sánchez de Licona. María era hija de Martín García de Licona, jurista y consejero del rey Enrique IV de Castilla; y su mujer, posiblemente, María Sáez de Lastur y Balda, IX señora de la casa de Balda en la villa de Azcoitia.
De su matrimonio con María Sánchez de Licona, tuvo al menos los siguientes vástagos:
- Juan Pérez de Loyola (1469-1498) que peleó en la Guerra de Granada y en la Primera Guerra de Nápoles y perdió en ella la vida.
- Martín García, quien le sucedió como señor de la casa, con descendencia entre la que se encuentra Martín García Óñez de Loyola.
- Beltrán, que falleció como Juan en las guerras de Nápoles.
- Ochoa, que murió en Azpeitia.
- Hernando, que pasó a la conquista de las Indias Occidentales y murió en tierra firme.
- Pedro López, clérigo y rector de la iglesia parroquial de San Sebastián de Soreasu en Azpeitia.
- Iñigo, capitán castellano que participó en la defensa de Pamplona en 1521 y, tras ello, conocido como San Ignacio de Loyola fundador de la Compañía de Jesús.
- Magdalena casada con Juan López de Gallaiztegui y Ozaeta.
- Marina, casada con Esteban de Aquerza, tronco de los Irarragas e Idiáquez de Azcoitia.
- Catalina, casada con Juan Martínez de Lasao.
- Petronila, casada con Pedro Ochoa de Arriola, vecino de Elgoibar. Fueron padres de Marina Sainz de Arriola que asistió a su santo tío en el hospital de la Magdalena en Azpeitia.
- María.

Además Beltrán tuvo distintos hijos ilegítimos:
- Juan Beltrán[4] (-Azpeitia, 1508), conocido como el "Borte"[Nota 1][5],[6] que casó y tuvo al menos cuatro hijos. Murió asesinado a manos de su pariente, Juan Martín de Urrtegui.
- María Beltrán, casada con Domingo de Arruayo.
- Lope de Olano.

### Individuales
1. ↑  «Loyola, Beltrán Yáñez de Oñaz». Enciclopedia Auñamendi. 2024.
2. ↑  Garmendia Larrañaga, Juan (2007). «El Señor de Loyola, Patrono de la iglesia de San Sebastián de Soreasu y sus filiales. Las seroras (S. XVI)». Boletín de la Real Sociedad Bascongada de Amigos del País 63 (2). ISSN 0211-111X. Consultado el 30 de enero de 2024.
3. ↑  Martínez de la Escalera, José, SI. «San Ignacio de Loyola». Diccionario biográfico español. Real Academia de la Historia.
4. ↑  Fernández Martín, Luis (1988). «Final desventurado de un hermano de San Ignacio de Loyola». Archivum Historicum Societatis Iesu (Roma) LVII: 331-339.
5. ↑  «Borde». Diccionario de la lengua española. Real Academia Española. 2023. «Cf. cat. bord y lat. tardío burdus 'bastardo'; cf. burdel.
1. adj. Dicho de un hijo o de una hija: Nacido fuera de matrimonio. U. t. c. s.»
6. ↑  Marín Royo, Luis María (2006). El habla en la Ribera de Navarra. Gobierno de Navarra. p. 114. ISBN 978-84-235-2928-5. Consultado el 2 de febrero de 2024.